# Макбет, Сьюзен Лоу
Сьюзен Лоу Макбет (англ. Susan Law McBeth, 1830 — 1893) — пресвитерианский миссионер, работавшая среди американских индейцев и писательница. Она работала среди чокто на Индейской территории и в течение двух десятилетий среди не-персе в Айдахо. Племя не-персе ласково называло её «маленькой матушкой».

## Биография
Сьюзен Лоу Макбет родилась в 1830 году в Дуне, на юге центральной Шотландии. Она была дочерью каменщика Александра Макбита из Перта и его жены Мэри Хендерсон из Стерлинга. В 1832 году её семья эмигрировала в Америку и поселилась в Уэллсвилле, штат Огайо. Она училась в женской семинарии Стьюбенвилля. После окончания университета в 1854 году она начала свою преподавательскую деятельность в Уэллсвиллском институте и проработала там два года. Позднее она заняла должность преподавателя в женской семинарии Фэрфилда, штат Айова. Благодаря своим выдающимся достижениям в преподавании она стала штатным сотрудником Университета Фэрфилда, филиала Университета штата Айова.
В 1858 году Совет иностранных миссий пресвитерианской церкви попросил её поработать с чокто. Она начала свою деятельность в миссии Гудвотер на Индейской территории, обучая индейских девочек в возрасте от шести до 18 лет. Когда начало Гражданской войны прервало её миссию, она вернулась в Фэрфилдский университет, где стала временным помощником директора.
В 1863 году С. Макбет стала одной из первых женщин-агентов Христианской комиссии США — протестантской медицинской организации, которая оказывала медицинскую помощь солдатам Гражданской войны, расквартированным в казармах Джефферсона, недалеко от Сент-Луиса, штат Миссури. После войны в 1866 году она остановилась в церкви доктора Джеймса Брукса в Сент-Луисе. Она помогла ему обустроить приют для работающих девушек, многие из которых были новичками в городе и были вынуждены работать швеями за низкую заработную плату.
После смерти матери в 1873 году она вернулась к миссионерской работе среди индейцев племени не-персе в Айдахо и служила на протяжении двух десятилетий до своей смерти в 1893 году. В 1879 году её младшая сестра Кейт Макбет (1833–1915) присоединилась к ней в Лапваи и открыла школу для женщин. Сьюзен некоторое время преподавала в агентстве Lapwai. Затем она отправилась в Камию, чтобы взять на себя работу Генри Хармона Сполдинга по подготовке индейцев к служению. Она подготовила множество пасторов, включая Джеймса Хейса, Арчи Б. Лоуера, Эноха Понда, Марка Уильямса и Роберта Уильямса.
Она помогала Элис К. Флетчер, американскому этнологу, которая была назначена федеральным правительством для индивидуального распределения земель, принадлежавших племени не-персе, в соответствии с Законом Дауэса о раздельном землевладении 1887 года. Она составила, но не завершила словарь языка не-персе, который был отправлен в Смитсоновский институт после её смерти. В военные годы она также писала трактаты для солдат, которые были опубликованы под названием «Seeds Scattered Broadcast» в 1869 году.
Она умерла 26 мая 1893 года у горы Айдахо и была похоронена недалеко от церкви миссии Камия. После смерти Сьюзен Кейт продолжила миссионерскую работу до самой своей смерти в 1915 году.